# Józef Krzeczkowski
Jan Gwalbert Józef Krzeczkowski (ur. 1809 w Winnicy, zm. ?) – polski wydawca, tłumacz, poeta.

## Życiorys
Urodził się w 1809 w Winnicy w rodzinie zubożałej szlachty. Pierwsze nauki pobierał w Gimnazjum Podolskim w rodzinnej Winnicy. W latach 1829–1830 studiował literaturę na Uniwersytecie Wileńskim. Wspólnie z Józefem Ignacym Kraszewskim, swoim kolegą i przyjacielem, był założycielem samokształceniowego stowarzyszenia „Mnezerów” (Myślicieli) zasadniczo o literackich zainteresowaniach. Aresztowanym w grudniu 1830 pod zarzutem przygotowywania powstania na Litwie. W lipcu roku następnego został zwolniony.
Po upadku powstania rozpoczął wydawanie noworoczników wileńskich w których drukował utwory młodych autorów romantycznych, liczne przekłady, oraz wbrew cenzurze poezje Adama Mickiewicza. Należał do spisku Szymona Konarskiego, udało mu się uniknąć poważniejszych represji po wykryciu organizacji.
W 1843 ponownie wydał noworocznik zatytułowany „Rimembranza” (Przypomnienie) zawierający liryki Polaków będących na syberyjskim zesłaniu. Od 1845 wydaje satyryczne czasopismo „Świstek”, którego czwarty gotowy numer został skonfiskowany przez cenzurę. W wydawanych noworocznikach zamieszczał własne tłumaczenia z poezji m.in. Dantego (Boska komedia) i Petrarki.
Ostatnim śladem działalności jest przekład i wydanie w dwóch tomach w 1851 korespondencji nuncjusza papieskiego w Polsce kard. Giovanni Francesco Commendone „Pamiętniki o dawnej Polsce z czasów Zygmunta Augusta”.